# ベロニカは死ぬことにした (2009年の映画)
『ベロニカは死ぬことにした』（原題：Veronika Decides to Die）は、2009年公開のアメリカ映画。パウロ・コエーリョの同名小説の2度目の映画化作品。舞台をニューヨークに移している。

## あらすじ
仕事にも家族にも健康にも恵まれていた女性ベロニカは、「今」が一番幸福であると気づき、薬物の多量摂取による自殺を図る。一命を取り留め、彼女が運ばれたのはある私立病院（サナトリウム）だった。ブレイク院長は、自殺未遂の後遺症で、彼女の余命が極めて短いことを告げる。ベロニカは再び自殺を図ろうとするが、阻止される。やがて、失声症で療養中のエドワードと出会ったことで、死を目前にしたベロニカは、皮肉にも生きる意味を見つめ直すことになる。

## キャスト
- ベロニカ - サラ・ミシェル・ゲラー
- エドワード - ジョナサン・タッカー
- クレア - エリカ・クリステンセン
- ブレイク院長 - デヴィッド・シューリス
- マリ - メリッサ・レオ